# Dagmar Navrátilová
Dagmar Navrátilová (* 18. července 1966 Olomouc) je česká politička, poslankyně v letech 2010 až 2013 zvolená do Parlamentu České republiky za politickou stranu Věci veřejné, od listopadu 2013 do února 2014 předsedkyně strany LIDEM, od února 2014 do května 2015 pak zastávala pozici 1. místopředsedkyně strany VIZE 2014 (nový název LIDEM).

## Kariéra
Poslankyní Poslanecké sněmovny Parlamentu České republiky byla zvolena ve volbách 2010 v Olomouckém kraji. Od května 2011 byla místopředsedkyně strany Věci Veřejné a olomoucká krajská tajemnice této strany. V květnu 2011 neúspěšně kandidovala na post předsedkyně Věcí veřejných. V dubnu 2012 ohlásila konec svého členství ve straně Věci Veřejné a svou asociaci s politickou platformou Karolíny Peake.
V listopadu 2012 se stala 1. místopředsedkyní strany LIDEM. Po rezignaci Karolíny Peake na předsednickou funkci byla 8. srpna 2013 pověřena vedením této strany.
Ve volbách do Poslanecké sněmovny Parlamentu České republiky v roce 2013 kandidovala, stejně jako její kolega z LIDEM Viktor Paggio, za Stranu soukromníků České republiky, kde byla na čtvrtém místě pražské kandidátky, ale neuspěla.
V listopadu 2013 byla na druhém celorepublikovém sněmu LIDEM zvolena předsedkyní strany. Funkci zastávala do února 2014, kdy byla na třetím celorepublikovém sněmu strana LIDEM přejmenována na stranu VIZE 2014 a Dagmar Navrátilová se stala její 1. místopředsedkyní.
V květnu 2015 se stala místopředsedkyní politického subjektu Řád národa (vznikl přejmenováním strany VIZE 2014), spojeného s organizací Řád strážců koruny a meče. Funkci zastávala do února 2016.